# 스티븐 크리스토퍼 파커
스티븐 크리스토퍼 파커(Steven Christopher Parker, 1989년 1월 8일 ~ )는 미국의 배우, 영화배우, 텔레비전 배우이다.
리틀턴에서 태어났다.

## 방송
- ER 시즌14

## 영화
- 배드 블러드... 더 헝거 (2012년) - 스니커즈 역
- 스매쉬 (2012년)
- 해피니스 런스 (2010년)
- 마더스 리틀 헬퍼스 (2010년)
- 어항 속의 하이틴 (2010년)
- 그란데 드립 (2009년)
- 마이 수어사이드 (2009년)
- 용커스 조 (2008년)
- 익스트림 무비 (2008년)
- 스머더 (2007년) - 다나 역
- 맨 인 더 체어 (2007년)
- 블레이즈 오브 글로리 (2007년)
- 주노 (2007년)
- 미스 리틀 선샤인 (2006년)
- 리바운드 (2005년) - 웨스 역
- ER (1994년)